# Ischionodonta smaragdina
Ischionodonta smaragdina là một loài bọ cánh cứng trong họ Cerambycidae.